# Thierry Boutsen
Thierry Boutsen (Brüsszel, 1957. július 13. –) egykori belga autóversenyző, aki különböző csapatok pilótájaként tíz évig versenyzett a Formula–1-ben.

## A Formula–1 előtt
Könnyedén vette a Formula Fordos akadályt. 1979-ben a Formula–3-ban töltött első év azonban kevésbé volt sikeres, 1980-ban Michele Alboreto mögött második lett összetettben. Azután következett a Formula–2, és egy újabb második hely, ezúttal Geoff Lees mögött. Ha nem is nyert mindenki felfigyelt rá, így 1983-ban bemutatkozhatott a Formula–1-ben is.

## A Formula–1-ben
1983-tól 1986-ig az Arrows pilótája volt, legjobb eredményét, egy második helyezést az 1985-ös San Marinó-i Nagydíjon érte el. 1987-ben a Benettonhoz igazolt. Egy évre rá ötször is harmadik lett, így összetettben a negyedik helyet érte el. 1989-ben már a Williams színeiben két győzelmet aratott, mindkétszer esőben. Bár 1990-ben Ayrton Senna támadásait visszaverte, és újabb futamot tudott nyerni, a Williams nem újította meg vele a szerződést. 1991-ben és 1992-ben a Ligier-nél, 1993-ban a Jordan-nél versenyzett.

## A Formula–1 után
1992 óta túra- és sportautókkal versenyez.

## Eredményei
Teljes Formula–1-es eredménylistája
(Táblázat értelmezése)

(Félkövér: pole-pozícióból indult; dőlt: leggyorsabb kört futott) 

| Év   | Csapat   | 1      | 2      | 3      | 4      | 5      | 6      | 7      | 8      | 9      | 10     | 11      | 12     | 13     | 14     | 15     | 16     | Helyezés | Pont |
| ---- | -------- | ------ | ------ | ------ | ------ | ------ | ------ | ------ | ------ | ------ | ------ | ------- | ------ | ------ | ------ | ------ | ------ | -------- | ---- |
| 1983 | Arrows   | BRA    | USW    | FRA    | SMR    | MON    | BEL Ki | DET 7  | CAN 7  | GBR 15 | GER 9  | AUT 13  | NED 14 | ITA Ki | EUR 11 | RSA 9  |        | -        | 0    |
| 1984 | Arrows   | BRA 6  | RSA 12 | BEL Ki | SMR 5  | FRA 11 | MON Nk | CAN Ki | DET Ki | DAL Ki | GBR Ki | GER Ki  | AUT 5  | NED Ki | ITA 10 | EUR 9  | POR Ki | 15.      | 5    |
| 1985 | Arrows   | BRA 11 | POR Ki | SMR 2  | MON 9  | CAN 9  | DET 7  | FRA 9  | GBR Ki | GER 4  | AUT 8  | NED Ki  | ITA 9  | BEL 10 | EUR 6  | RSA 6  | AUS Ki | 11.      | 11   |
| 1986 | Arrows   | BRA Ki | ESP 7  | SMR 7  | MON 8  | BEL Ki | CAN Ki | DET Ki | FRA Ki | GBR Ki | GER Ki | HUN Ki  | AUT Ki | ITA 7  | POR 10 | MEX 7  | AUS Ki | -        | 0    |
| 1987 | Benetton | BRA 5  | SMR Ki | BEL Ki | MON Ki | DET Ki | FRA Ki | GBR 7  | GER Ki | HUN 4  | AUT 4  | ITA 5   | POR 14 | ESP 16 | MEX Ki | JPN 5  | AUS 3  | 8.       | 16   |
| 1988 | Benetton | BRA 7  | SMR 4  | MON 8  | MEX 8  | CAN 3  | DET 3  | FRA Ki | GBR Ki | GER 6  | HUN 3  | BEL Kiz | ITA 6  | POR 3  | ESP 9  | JPN 3  | AUS 5  | 4.       | 27   |
| 1989 | Williams | BRA Ki | SMR 4  | MON 10 | MEX Ki | USA 6  | CAN 1  | FRA Ki | GBR 10 | GER Ki | HUN 3  | BEL 4   | ITA 3  | POR Ki | ESP Ki | JPN 3  | AUS 1  | 5.       | 37   |
| 1990 | Williams | USA 3  | BRA 5  | SMR Ki | MON 4  | CAN Ki | MEX 5  | FRA Ki | GBR 2  | GER 6  | HUN 1  | BEL Ki  | ITA Ki | POR Ki | ESP 4  | JPN 5  | AUS 5  | 6.       | 34   |
| 1991 | Ligier   | USA Ki | BRA 10 | SMR 7  | MON 7  | CAN Ki | MEX 8  | FRA 12 | GBR Ki | GER 9  | HUN 17 | BEL 11  | ITA Ki | POR 16 | ESP Ki | JPN 9  | AUS Ki | -        | 0    |
| 1992 | Ligier   | RSA Ki | MEX 10 | BRA Ki | ESP Ki | SMR Ki | MON 12 | CAN 10 | FRA Ki | GBR 10 | GER 7  | HUN Ki  | BEL Ki | ITA Ki | POR 8  | JPN Ki | AUS 5  | 14.      | 2    |
| 1993 | Jordan   | RSA    | BRA    | EUR Ki | SMR Ki | ESP 11 | MON Ki | CAN 12 | FRA 11 | GBR Ki | GER 13 | HUN 9   | BEL Ki | ITA    | POR    | JPN    | AUS    | -        | 0    |

## Fordítás
- Ez a szócikk részben vagy egészben  a   Thierry Boutsen című angol Wikipédia-szócikk fordításán alapul.  Az eredeti cikk szerkesztőit annak laptörténete sorolja fel. Ez a jelzés csupán a megfogalmazás eredetét és a szerzői jogokat jelzi, nem szolgál a cikkben szereplő információk forrásmegjelöléseként.